# LEKTI
LEKTI‏ (Serine peptidase inhibitor, Kazal type 5) هوَ بروتين يُشَفر بواسطة جين LEKTI في الإنسان.
يُسمى أيضًا النوع الخامس من كازال مثبط بروتياز السيرين.

## البنية والوظيفة
LEKTI هو مثبط بروتييز السيرين متعدد المجالات كبير الحجم يظهر في الأنسجة الظهارية الطبقية. يتكون من 15 مجالاً تقسم إلى شظايا وظيفية أصغر بواسطة بروتييز الفيورين. يحتوي اثنان فقط من هذه المجالات (2 و 15) على 6 سيستينات متباعدة بالتساوي مسؤولة عن 3 روابط ثنائية الكبريتيد داخل الجزيء مميزة لمثبطات ذات صلة بنوع Kazal. تحتوي المجالات المتبقية على 4 سيستينات. وتجبر روابط ثنائي الكبريتيد هذه الجزيء على تكوين صلب يمكّن البروتين من التفاعل مع بروتييز مستهدف عبر صحيفة بيتا ممتدة. تحتوي جميع المجالات (باستثناء 1 و 2 و 15) على أرجنين عند P1، مما يشير إلى أن البروتييزات الشبيهة بالتربسين هي الأهداف المحتملة.